# Bătălia de la Caransebeș
La data de 21 septembrie 1788, austriecii au ajuns în apropierea Caransebeșului, pe malul stâng al râului Timiș, unde și-au amplasat corturile. Mai mulți călăreți au fost trimiși în zonă pentru a studia terenul, pentru a nu fi surprinși de un atac otoman. Nu au dat de otomani, dar s-au întâlnit cu un grup de romi, care le-au vândut mai multe butoaie de rachiu. 
Soldații au început să bea rachiul cumpărat, uitând să se mai întoarcă în tabără. Un pluton de infanteriști a pornit pe urmele lor și, văzând că aceștia petrec vesel, le-au cerut să le dea și lor de băut. Călăreții au refuzat și s-au strâns în jurul butoaielor, între cele două părți izbucnind o ceartă puternică. Unul dintre soldați ar fi tras un foc de armă, declanșând astfel o bătaie destul de serioasă între cele două plutoane.

### Bătălia
Conflictul a degenerat în momentul în care un ofițer austriac, încercând să-i potolească pe scandalagii, a strigat în germană „Halt! Halt!” (n.r. – Stop! Stop!). Soldații, neînțelegând limba germană, au interpretat greșit strigătul ca fiind „Allah! Allah!”. Unul dintre comandanți, [numele comandantului], a ordonat deschiderea focului. În scurt timp, întreaga tabără a armatei austriece a pus mâna pe arme și a început să tragă în toate direcțiile, soldații crezând că sunt atacați de către turci, deși de fapt trăgeau în proprii lor camarazi.
Văzând că husarii trimiși în recunoaștere nu se mai întorc și așteptându-se la ce e mai rău, ofițerii austrieci de rang înalt, în frunte cu împăratul Joseph al II-lea, au decis să trimită alți soldați pe urmele lor. Aceștia făceau parte din trupele de infanterie. După trecerea râului, infanteriștii i-au reperat imediat pe camarazii lor husari, care erau deja sub influența alcoolului. Infanteriștii n-au putut rezista ispitei și, la vederea butoaielor cu rachiu, și-au cerut partea. Însă husarii plătiseră băutura scump, deci nu au vrut să cedeze niciun pic. Au urmat discuții aprinse, care au degenerat rapid într-o bătaie generală între husari și infanteriști. A fost suficient un singur foc de armă tras pentru ca în restul armatei habsburgice să se creeze impresia că a început atacul turcesc, deși turcii se aflau departe.

#### Pierderi
Bătălia de la Caransebeș a durat ore întregi, în întunericul brăzdat de zecile de mii de strigăte de groază și furie lansate în diferite limbi, pe care mulți soldați le interpretau ca venind de la niște ipotetici atacatori otomani. Se spune că, în haosul creat, însuși împăratul s-a aflat în pericol, după ce a căzut de pe cal. Legenda populară relatează un număr uriaș de morți, de aproximativ 10.000, în timp ce estimările moderne indică un număr semnificativ mai mic, situându-se în jurul a 1.000 de decese. După acest episod, armata austriacă s-a retras cu moralul la pământ, dar și fără proviziile necesare pentru a continua campania militară.

## Vezi și
- Războiul Ruso-Austro-Turc (1787–1792)#Intrarea Austriei în război